# Cosplay Complex
Esta serie anime tiene como protagonistas a un club de competidores de Cosplay (nombre dado a las competiciones de disfraces de personajes de ciertas series, los cuales se evalúan según desplante, vestuario y parecido al personaje), a la cabeza del grupo se encuentra Chako Hasegawa, una cosplayer bastante mediocre que no logra ponerse el traje sin romperlo, por lo cual siempre necesita la ayuda de Derumo.

## Argumento
En la primera OVA, Chako debe enfrentarse a una nueva joven extranjera llamada Jenny, quien desea unírseles. Goro les propone una competencia para juntar dinero, lo que Reika, una de las más capaces no encuentra válido, pero tras sacar las cuentas por los demanes hechos por Goro accede. La razón por la cual Jeny llega a este grupo de Cosplay es para estar cerca de Atena Amai, una pequeña de cabello morado, la menor del grupo y hermana de Maria, que se pone frenética al saber las intenciones de Jenny.
La segunda OVA comienza con Kuroba-sensei diciéndole al grupo que tienen que asistir a un campamento de entrenamiento para mejorar sus habilidades como cosplayers. El campamento es en la playa y por eso las chicas salen a comprar trajes de baño, en la tienda aparece Tamiya quien le dice a Chako que él también va al mismo lugar y que espera que se encuentren allá. Cuando llegan Gourou les informa que tienen que trabajar como meseras y que se van a hospedar en un templo perteneciente a un viejo monje que es familiar lejano de él. Chako se encuentra a Tamiya (que llegó un día antes) que la invita al festival Komoronagashi; todos deciden ayudarla a conquistarlo.
En la tercera OVA, conocemos a Tsukasa que le pide a Chako que la lleve al club de cosplay de su escuela, estando allá llega Rankao que viene buscando a Tsukasa y le da una cachetada por fraternizar con los "enemigos", después de esto hace una demostración de sus habilidades como cosplayer (que son superiores a las de Chako y sus amigos). En este momento llega Tamiya y Rankao lo saluda efusivamente lo que hace que a Chako le den celos. A Gourou se le ocurre hacer un enfrentamiento entre su club de cosplay y el de Rankao (probablemente para obtener fondos).

## Personajes
- Chako Hasegawa

(seiyū: Sakura Nogawa) 
Chako es el personaje principal de esta serie, es una chica de cabello rosado, muy animada pero al mismo tiempo muy torpe.
- Maria Imai

(seiyū: Saeko Chiba)
Es uno de los miembros originales del club, su cabello es oscuro y usa lentes. Protege mucho a su hermana (sobre todo de Jenny).
- Athena Imai

(seiyū: Ai Shimizu)
Es la hermana menor de Maria, es muy pequeña para asistir a la escuela pero aun así pertenece al club de Cosplay de la misma.
- Jenny Matel

(seiyū: Akeno Watanabe)
Es una estudiante de intercambio procedente de Francia. Tiene un complejo de Lolita y por eso se siente atraída a Athena. 
- Reika Aoshima

(seiyū: Chiaki Takahashi)
También es uno de los miembros originales, es la más testaruda del grupo.
- Gourou Yorozuyo

(seiyū: Susumu Chiba) 
Es el presidente y el único hombre del club de cosplay. Es el cosplayer más hábil del grupo. Es el único que sabe que Reika usa lentes y está enamorado de ella. Le gusta leer historias eróticas en voz alta (lo que siempre toma desprevenida a Reika).
- Kousuke Tamiya

(seiyū: Takahiro Sakurai)
Es el amor de Chako desde que este se autoproclamó como su fan número 1, la primera vez que ella hizo cosplay. Es fotógrafo y este parece ser su único interés.
- Kuroba-sensei

(seiyū: Kenji Nomura) 
Es el profesor encargado del club de Cosplay de la escuela, está hospitalizado y siempre que intenta volver al club su nariz sangra y se desmaya por lo que tiene que volver a ser internado. 
- Sachiko Arii

(seiyū: Yuki Masuda)
Es una profesora que siempre tiene puesto vestidos de viuda, es la sustituta del profesor del club de Cosplay mientras que este está en el hospital.
- Ranko Takara

(seiyū: Kikuko Inoue)
Es la presidenta del club de cosplay que ganó el último campeonato, también gusta de Tamiya por lo que compite contra Chako por el amor de él.
- Tsukasa Tomii

(seiyū: Masumi Asano) 
Es una chica muy tímida que también hace parte del mismo equipo de cosplay que Ranko, además, es su asistente. En la tercera OVA supera su miedo escénico gracias a Chako y gracias a que Ranko le recuerda que después de que esta se gradúe, ella será la responsable por el club de cosplay de su escuela.
- Derumo

(seiyū: Rie Kugimiya) 
Es un ser mágico de 20 cm que tiene la habilidad de convertirse en disfraces y puede cambiar el cuerpo del que lo use (Chako siempre le pide que le aumente el busto). Está siempre dispuesta a Chako (que rompe u olvida los disfraces) a cambio de dulces.
- Ikebukuro

(seiyū: Kenichi Ono) 
Una pequeña criatura con forma de búho, es amigo y asistente de Derumo. Generalmente es escogido como juez para las competencias de cosplay, aunque no hable. Siempre se le ve planchando el uniforme de Chako.

## Música
- Opening

Moete Koso Kosupure por Nogawa Sakura.
- Ending

Cosplay Ondo (Kosupure Ondo) por Nogawa Sakura.